# Skælingur
Skælingur este un sat situat pe coasta vestică a insulei Streymoy din Insulele Faroe, la poalele muntelui Skælingsfjall (767 m). Localitate componentă a comunei Kvívíkar.